# ホーク (防護巡洋艦)
|          |                                            |
| 艦歴     |                                            |
| 発注     |                                            |
| 起工     | 1889年6月17日                              |
| 進水     | 1891年3月11日                              |
| 就役     | 1893年5月16日                              |
| 退役     |                                            |
| その後   | 1914年10月15日に戦没                       |
| 除籍     |                                            |
| 性能諸元 |                                            |
| 排水量   | 7,770トン                                  |
| 全長     | 360 ft (110 m)                             |
| 全幅     | 60 ft (18 m)                               |
| 吃水     | 24 ft (7.3 m)                              |
| 機関     | 2軸推進、12,000hp                          |
| 最大速   | 20ノット                                   |
| 乗員     | 544名                                      |
| 兵装     | 9.2インチ砲2門 6インチ砲10門 6ポンド砲12門 |

ホーク (HMS Hawke) はイギリス海軍の防護巡洋艦。エドガー級。その名を持つ艦としては6隻目。

## 艦歴
チャタム工廠で1889年6月17日起工。1891年3月11日進水。1893年5月16日竣工。

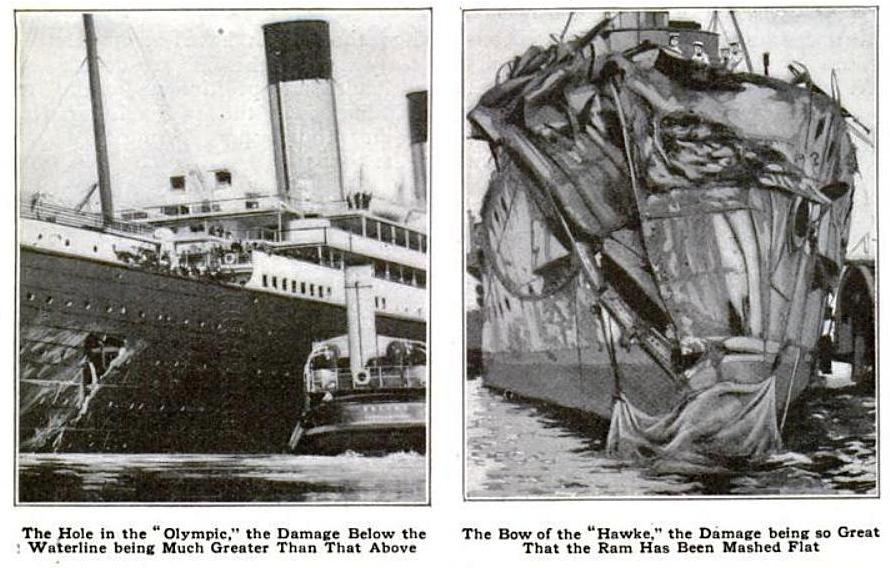
衝突事故の検証写真。舷側に穴が空いた「オリンピック」と艦首が粉砕された「ホーク」。

1911年9月20日、ソレント海峡で大型客船「オリンピック」と衝突事故を起こした。
1914年10月15日、北海で哨戒任務についていた「ホーク」はドイツ潜水艦「U9」の雷撃を受けた。魚雷1本が右舷に命中し、「ホーク」は数分後に転覆し、そして沈没した。生存者はノルウェー船「Modesta」と「Ben Rinnes」および駆逐艦「スウィフト」により救助されたが、およそ500名が死亡した。
2024年8月、沈没艦の捜索を手掛けるイギリスの団体「ロスト・イン・ウォーターズ・ディープ」がホークの残骸を発見した。同団体のダイバーの1人は「ホークは右舷を下にして横倒しになっている。ほぼ無傷なように見える」とコメントした。